# 邪摩堆
邪摩堆とは 北史（隋書）に記述される倭国の都。大和のことである。隋書では「邪靡堆」と記述される。

## 概要
倭王姓は阿毎、字は多利思比孤（隋書では多利思北孤）が邪摩堆（大和）に所在し、大業四年(608年）隋の使者、裴世清（隋書では裴清）と相見えた。
邪摩堆（大和）に都しており、魏志で謂うところの邪馬臺（ヤマト）であるとして紹介されている。

## 邪摩堆（大和）の所在地
倭国は、百済・新羅の東南、水陸三千里の大海の中にあると記述されている。倭国の国境は東西が五ヶ月の行程で、南北に三ヶ月の行程である。竹斯国（筑紫国に比定されている）から邪摩堆まで、「東」へと向かっている。
- 『倭國在百濟、新羅東南、水陸三千里、於大海中。』
- 『其國境東西五月行、南北三月行、各至於海。』
- 『度百濟、行至竹島、南望耽羅國。』
- 『經都斯麻國、迥在大海中。又 東至一支國。』
- 『又至竹斯國、又東至秦王國。其人同於華夏、以為夷洲。』
- 『又經十餘國、達於海岸。自竹斯國以東、皆附庸於倭。』
- 『後十日、又遣大禮哥多毗從二百餘騎、郊勞。既至彼都。』

## 『北史』と『隋書』の記述について
裴世清が邪摩堆（大和）について以降、隋書では倭王との会談の様子が記述されている。しかし、北史では記述されておらず、省略されている。